# Шварце, Тереза
Тереза Шварце (нидерл. Thérèse Schwartze; 20 декабря 1851, Амстердам — 23 декабря 1918, там же) — нидерландская художница, специализировавшаяся на портретной живописи.

## Биография
Её жизнь была небогата событиями. Родилась в творческой семье, её отец Йохан Георг Шварце был скульптором и художником. Начальное художественное образование получила под руководством отца, затем год училась в Королевской академии изобразительных искусств, затем отправилась в Мюнхен, где училась у Габриэля Макса и Франца фон Ленбаха. В 1879 году изучала живопись в Париже, где училась у Жана-Жака Эннера. По возвращении стала членом Амстердамской академии художеств. Замуж вышла только в 1906 году. Её муж умер в июле 1918 года; здоровье самой Терезы к тому времени было уже подорвано, а смерть супруга, к которому она была очень привязана, существенно ухудшила её состояние. Она умерла в декабре того же года.
Была одной из самых известных и востребованных портретисток Нидерландов своего времени, среди её работ имеются портреты членов королевской семьи. Согласно энциклопедии «Британника», «её портреты отличаются прекрасным изображением черт, широтой и силой обработки и высоким качеством палитры». Была одной из немногих женщин-художников, удостоившихся предложения передать написанные ими портреты в зал художников в галерее Уффици во Флоренции: в частности, там оказались портрет матери художницы, портреты королев Эммы и Вильгельмины, президента Трансвааля Пауля Крюгера и её автопортрет.
Темой значительной части её картин были обездоленные дети: «Дети из приюта поют псалмы» (1889), «Причастие детей-лютеран в Амстердаме» (1894), «Бог — покровитель сирот» и другие. Многие женские портреты её кисти выполнены при помощи пастели. Некоторые из наиболее известных её работ, в частности, портрет Пита Жубера и «Три воспитанника приюта в Амстердаме», оказались в коллекции Государственного музея Амстердама, а картина «Сирота» — в музее Боймана в Роттердаме. Некоторые её работы находятся также в Лейденском университете и в Месдагском музее в Гааге.